# St. Johannis (Merkendorf)
Die evangelisch-lutherische Kapelle St. Johannis in der Ringstraße 20 ist ein Sakralbau aus dem Jahre 1582. Sie steht auf dem Friedhof der Stadt Merkendorf im Fränkischen Seenland (Mittelfranken) und ist dem Heiligen Johannes geweiht.

## Geschichte
Die Grundsteinlegung erfolgte im Jahr 1582. Die Kapelle wurde 1584 vollendet. Schwere Schäden erlitt das Gotteshaus im Dreißigjährigen Krieg. Erst 1718 konnte es wieder aufgebaut werden.
Renovierungen erfolgten in den Jahren 1836, 1927 und 1987/88.

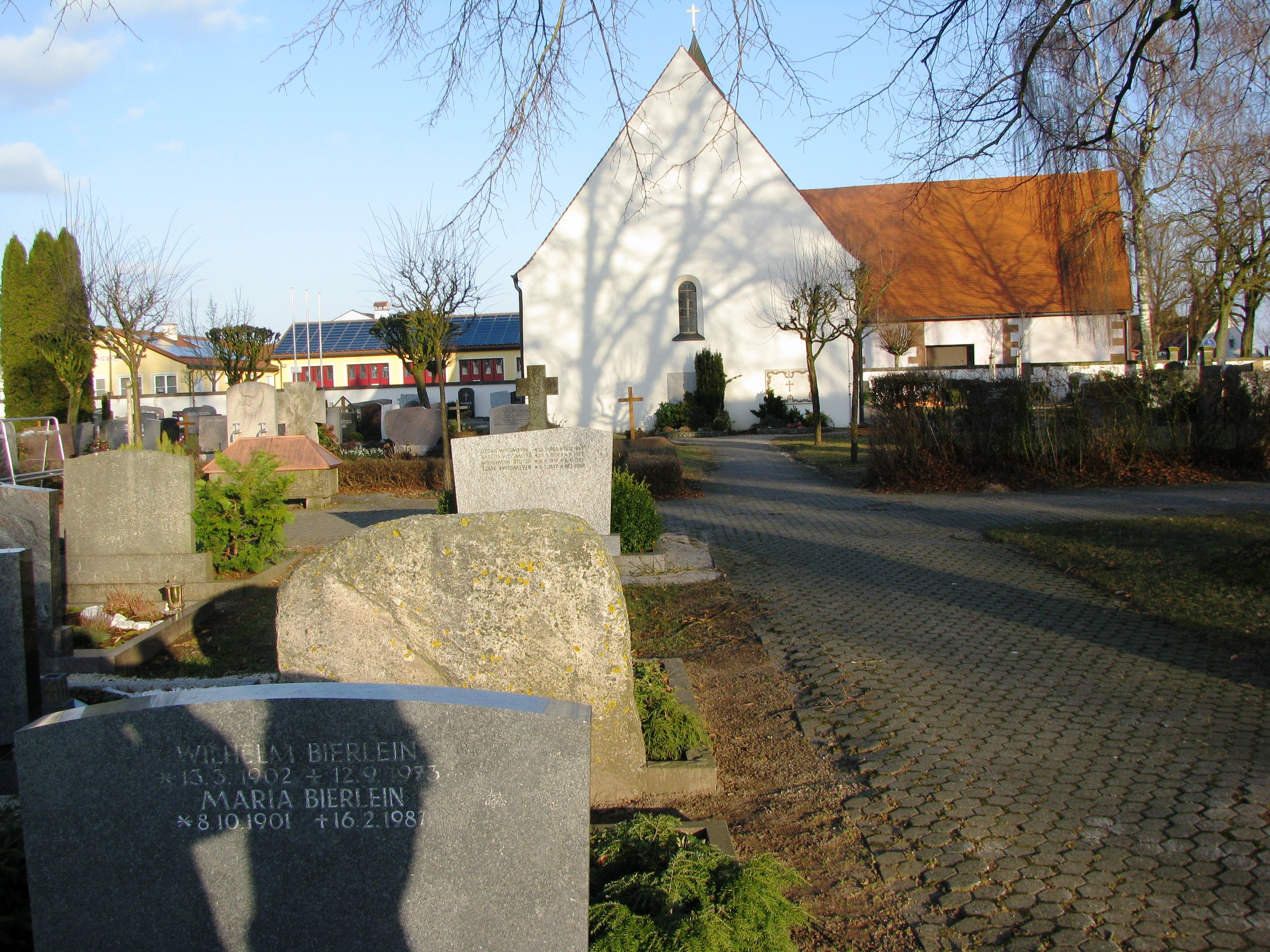
Der Friedhof Merkendorf (im Hintergrund St. Johannis)

## Bau
Die St.-Johannis-Kapelle ist ein einfacher Bau mit quadratischem Chorraum, einem Langhaus und zwei Fensterachsen, sowie einer Flachdecke aus Holz.
Am Chorgestühl befindet sich ein Wappenfeld, darüber der Name LORENZ HANEMAN mit der Jahreszahl 1584.
Auf einer Tafel an der Westempore steht: „Der hochgelobte dreyeinig Gott, welchem zr. Ehre Diese Kirche durch freywilligen beytrag einheb Opffers vom Volk also Reparieret und darauf ipso Festo Ascensionis Christi d. 26 May: A 1718 Ihme wider durch eine Predigt gewiedmet worden. Lasse seine Augen offen stehen Tag und Nacht über die Stäte davon Er gesagt: Mein Name soll allda sein Halleluia!“ Daneben ist zu lesen: „HANS MECK EIN ZIMERMAN WOL GEACHT HAT DAS ZIMER VND THVRN DER CAPPEL GEMACHT ANNO 1583“.
Während des Dreißigjährigen Krieges wurde die Kapelle bei einem Stadtbrand 1648 zerstört und erst 1720 wiederaufgebaut.
Der Kanzelaltar stammt aus dem Jahr 1718.
In die Außenmauern sind mehrere Grabsteine aus dem Jahr 1777 eingelassen. Ein weiterer Grabstein erinnert an Kirchenrat Adolf Kirsch († 1966) und seine Ehefrau Elisabeth († 1944).

## Geläute
Im Dachreiter war eine Glocke angebracht, die im Volksmund Sterbeglöcklein genannt wurde. Noch in den 1950er Jahren wurde sie vom Totengräber am Tag einer Beerdigung um elf Uhr geläutet. Heute hängen drei Glocken im Dachreiter, die erste, gestiftet 1987 von Stadtpfarrer Karl Schrems, gegossen in Bad Friedrichshall, die zweite von 1987 stammt ebenfalls aus Bad Friedrichshall; die dritte Glocke wurde 1803 in Nürnberg gegossen.

## Nutzung
Seit der Nachkriegszeit wird die Friedhofskapelle von der neu entstandenen katholischen Kirchengemeinde Merkendorf, die von Wolframs-Eschenbach aus betreut wird, genutzt. Die meisten katholischen Heimatvertriebenen kamen aus dem Sudetenland, aus Oberschlesien, Ostpreußen, Ungarn und Jugoslawien.
Am Johannitag gedenkt die evangelische Kirchengemeinde ihrer Toten in der Kapelle.